# Comuna Morărești, Argeș
Morărești (în trecut, Dedulești-Vărzari și Dedulești) este o comună în județul Argeș, Muntenia, România, formată din satele Dealu Obejdeanului, Dedulești, Luminile, Măncioiu, Morărești (reședința) și Săpunari.

## Așezare
Comuna se află la marginea vestică a județului, la limita cu județul Vâlcea, pe malul stâng al Topologului. Este străbătută de șoseaua națională DN7, care leagă Piteștiul de Râmnicu Vâlcea. Lângă Dedulești, pe acest drum se intersectează cu șoseaua județeană DJ678A, care duce spre nord la Poienarii de Argeș și Ciofrângeni (unde începe o porțiune comună cu DN73C), Tigveni (unde se ramifică din nou), Cepari și Șuici, și spre sud în județul Vâlcea la Milcoiu, Nicolae Bălcescu și Galicea. Lângă Morărești, tot din DN7 se ramifică șoseaua județeană DJ703, care duce spre sud la Cuca, Ciomăgești, apoi în județul Olt la Topana, Făgețelu (unde se intersectează cu DN67B), Spineni, Tătulești, Optași-Măgura (unde se intersectează cu DN65), Sârbii-Măgura, Corbu, Icoana, Tufeni și mai departe în județul Teleorman la Balaci (unde se intersectează cu DN65A) și Siliștea-Gumești. La Dealu Obejdeanului, din acest drum se ramifică șoseaua județeană DJ703B, care o leagă spre sud de Uda, Vedea (unde se intersectează cu DN67B) și mai departe în județul Olt de Bărăști și înapoi în județul Argeș de Lunca Corbului (unde se termină în DN65).

## Demografie
Componența etnică a comunei Morărești
     Români (92,75%)
     Alte etnii (0,06%)
     Necunoscută (7,19%)
Componența confesională a comunei Morărești
     Ortodocși (92,41%)
     Alte religii (0,35%)
     Necunoscută (7,25%)
Conform recensământului efectuat în 2021, populația comunei Morărești se ridică la 1.739 de locuitori, în scădere față de recensământul anterior din 2011, când fuseseră înregistrați 2.105 locuitori. Majoritatea locuitorilor sunt români (92,75%), iar pentru 7,19% nu se cunoaște apartenența etnică. Din punct de vedere confesional, majoritatea locuitorilor sunt ortodocși (92,41%), iar pentru 7,25% nu se cunoaște apartenența confesională.

## Politică și administrație
Comuna Morărești este administrată de un primar și un consiliu local compus din 11 consilieri. Primarul, Gheorghe Purcaru[*], de la Partidul Național Liberal, este în funcție din 2012. Începând cu alegerile locale din 2024, consiliul local are următoarea componență pe partide politice:
|  | Partid                    | Consilieri | Componența Consiliului | Componența Consiliului | Componența Consiliului | Componența Consiliului | Componența Consiliului | Componența Consiliului |
|  | ------------------------- | ---------- | ---------------------- | ---------------------- | ---------------------- | ---------------------- | ---------------------- | ---------------------- |
|  | Partidul Social Democrat  | 6          |                        |                        |                        |                        |                        |                        |
|  | Partidul Național Liberal | 5          |                        |                        |                        |                        |                        |                        |

## Istorie
La sfârșitul secolului al XIX-lea, comuna purta denumirea de Dedulești-Vărzari, făcea parte din plasa Topologul a județului Argeș și cuprindea satele Dedulești, Luminile, Morărești și Vărzari, având în total 1630 de locuitori. În comună, existau cinci biserici și o școală primară rurală. Anuarul Socec din 1925 o consemnează cu numele Dedulești în plasa Dănicei a aceluiași județ, având 2029 de locuitori în satele Dedulești, Luminile, Mănicioiu și Morărești.
În 1950, comuna a fost transferată raionului Pitești din regiunea Argeș. În 1968, a revenit, sub denumirea de Morărești, la județul Argeș, reînființat.

## Monumente istorice

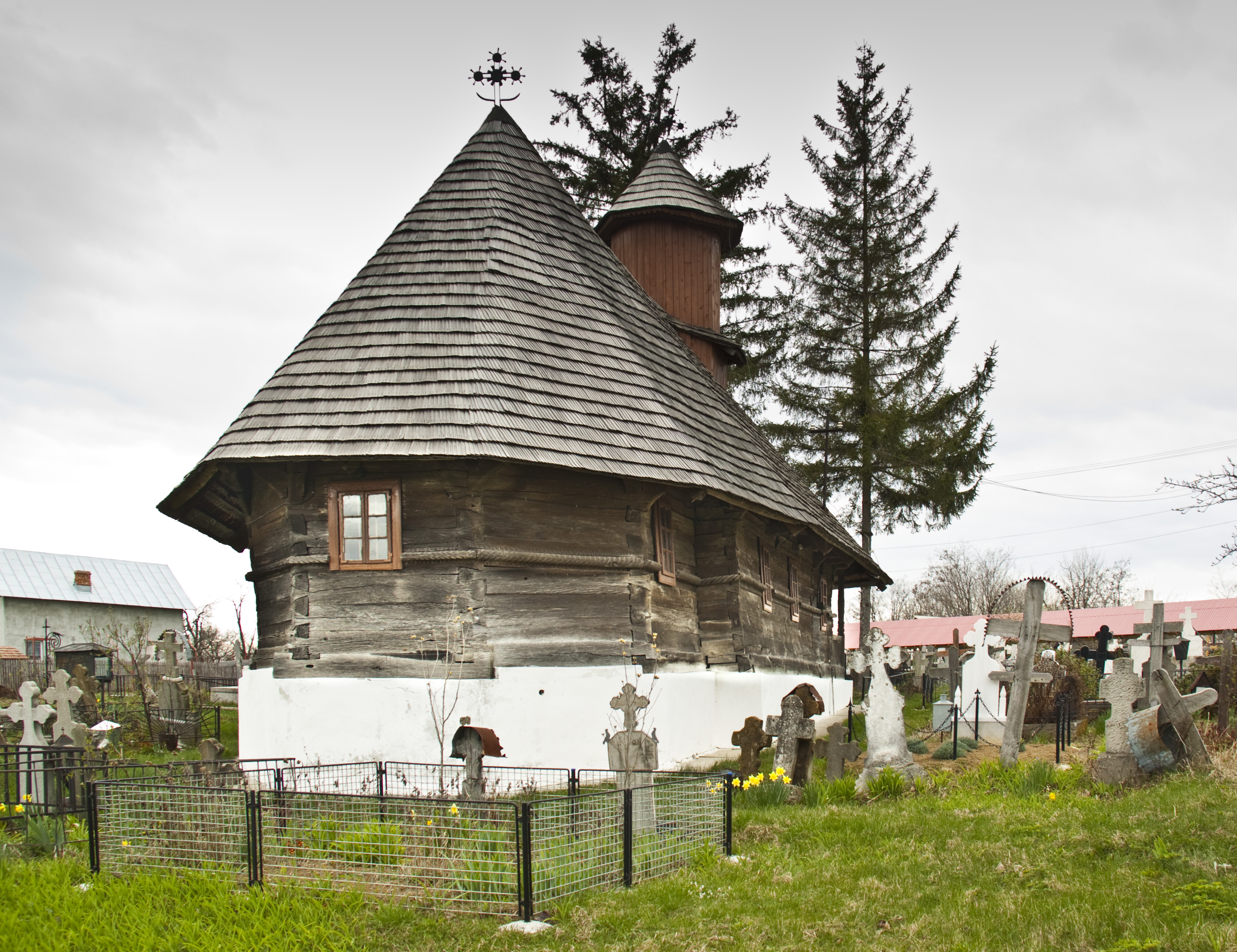
Biserica de lemn „Sfânta Treime” din Morărești

În comuna Morărești se află Biserica de lemn „Sfânta Treime”, construită în 1715, monument istoric de arhitectură de interes național.
În rest, singurul obiectiv din comună inclus în lista monumentelor istorice din județul Argeș ca monument de interes local, clasificat tot ca monument de arhitectură, este biserica „Cuvioasa Paraschiva” (1873) din Luminile.